# I-wish you were here - vorrei tu fossi qui

Titolo del film comparso sulle copertine dei DVD nelle versioni italiane

i-wish you were here - vorrei tu fossi qui (i-wish you were here- ～あなたがここにいてほしい～?, i-wish you were here: Anata ga koko ni itehoshii) è una serie televisiva anime in quattro episodi prodotta nel 2001 dallo studio Gonzo e diretta da Seiji Mizushima. L'anime è stato trasmesso in Giappone su Kids Station dal 4 ottobre 2001 e in Italia su MTV il 10 settembre 2005 in due ore di trasmissione nell'ambito del contenitore Anime Week. Il primo episodio della serie è stato pubblicato su Internet in streaming lo stesso giorno della trasmissione televisiva giapponese ed è uno dei pochi casi di una nuova serie immessa in rete prima della sua effettiva messa in onda.

## Trama
2004 Sono passati quattro anni da quando un meteorite ha colpito la Terra, introducendo un virus sconosciuto, chiamato M34, che trasforma gli esseri umani in terribili creature violente e che riescono pure a fondersi generando creature ancora più letali. L'infezione ha ormai contagiato il 3 per cento della popolazione e per affrontare la crisi viene creato il NOA, un esercito speciale ai cui componenti sono state innestate delle nanomacchine, che dovrebbero proteggerli dall'infezione. Il virus però sembra evolversi e pare che sia ormai in grado di attaccare le nanomacchine immesse nel sangue di Yuji Tamiya, il soldato protagonista della storia. Forse l'unica a poter salvare la situazione è l'Unità I, un nome in codice dietro il quale si cela una misteriosa ragazzina di circa 16 anni dal carattere dolce, ma dagli incredibili poteri, che assieme all'impulsivo e ribelle Yuji ha nelle sue mani il destino dell'umanità.

## I virus
- M34 - è il virus originario, di provenienza extraterrestre che infetta il 3% della popolazione mondiale. Causa repentine mutazioni nell'aspetto fisico dei soggetti colpiti, che si trasformano in esseri violenti che possono fondersi tra loro. Soltanto le nanomacchine immesse nel sangue di un soggetto possono bloccare e distruggere il virus.[3]
- M35 - È la prima mutazione del virus, generata dal contatto del ceppo M34 con le nanomacchine del corpo di Yuji Tamiya. Questo ceppo manifesta una resistenza alle nanomacchine che riesce a distruggere. I primi sintomi dell'infezione sono simili a quelli del raffreddore, ma col progredire della malattia si hanno le stesse manifestazioni del virus M34, anche su coloro che dovrebbero essere protetti dalle nanomacchine. Le uniche armi a disposizione per distruggere il virus sono le particolari capacità taumaturgiche dell'Unità I, la quale riesce in questo intento con Yuji Tamiya, il primo soggetto infettato dal ceppo.
- M36 - È la seconda mutazione del virus, generato dall'assimilazione delle nanomacchine e dalla loro replicazione da parte del virus. I soggetti colpiti dall'infezione, anche se non precedentemente protetti dalle nanomacchine, acquistano le capacità di trasformazione e di resistenza proprie di questa tecnologia, raggiungendo quindi un potere di gran lunga superiore a quello dei soggetti infettati dal ceppo M34. Soltanto l'Unità I può combattere i soggetti infetti, ma al prezzo di prosciugare ogni sua energia vitale.

## Sigla finale
Nell'edizione italiana dell'anime è stata utilizzata la sigla originale giapponese.
- "Lunatic Trance", testo e musica di Hitomi Tsuburaya, arrangiamento ed interpretazione di An Evant.[4]

## Doppiaggio
L'edizione italiana è a cura della Shin Vision. Il doppiaggio italiano è stato effettuato da "Cast Doppiaggio" sotto la direzione di Gualtiero Cannarsi. La traduzione dal giapponese è di Laura Valentini ed i dialoghi italiani sono di Nausicaa Piccolo.
| Personaggi         | Voce giapponese   | Voce italiana       |
| ------------------ | ----------------- | ------------------- |
| Yuji Tamiya        | Joe Odagiri       | Stefano Crescentini |
| I                  | Yukari Tamura     | Letizia Ciampa      |
| Hajime Kudo        | Tesshou Genda     | Saverio Indrio      |
| Tao                | Romi Paku         | Perla Liberatori    |
| Misao Mitsuishi    | Kotono Mitsuishi  | Stella Musy         |
| Dott. Domeki       | Daisuke Gouri     | Renato Cortesi      |
| Mitsuo Aritake     | Nobuo Tobita      | Vittorio Stagni     |
| Naoki Kurosawa     | Jin Hirao         | Stefano Mondini     |
| Changpuek          | Hiroaki Hirata    | Franco Mannella     |
| Hiroyuki Kaneshiro | Katsuyuki Konishi | Simone D'Andrea     |
| Shinji Tatsumi     | Isao Yamagishi    | Daniele Raffaeli    |

## Episodi
Il primo episodio è stato immesso in anteprima sul Web lo stesso giorno della prima trasmissione televisiva. Dal 23 gennaio 2009 è stato reso disponibile in Italia anche per l'home video da Shin Vision una nuova edizione.

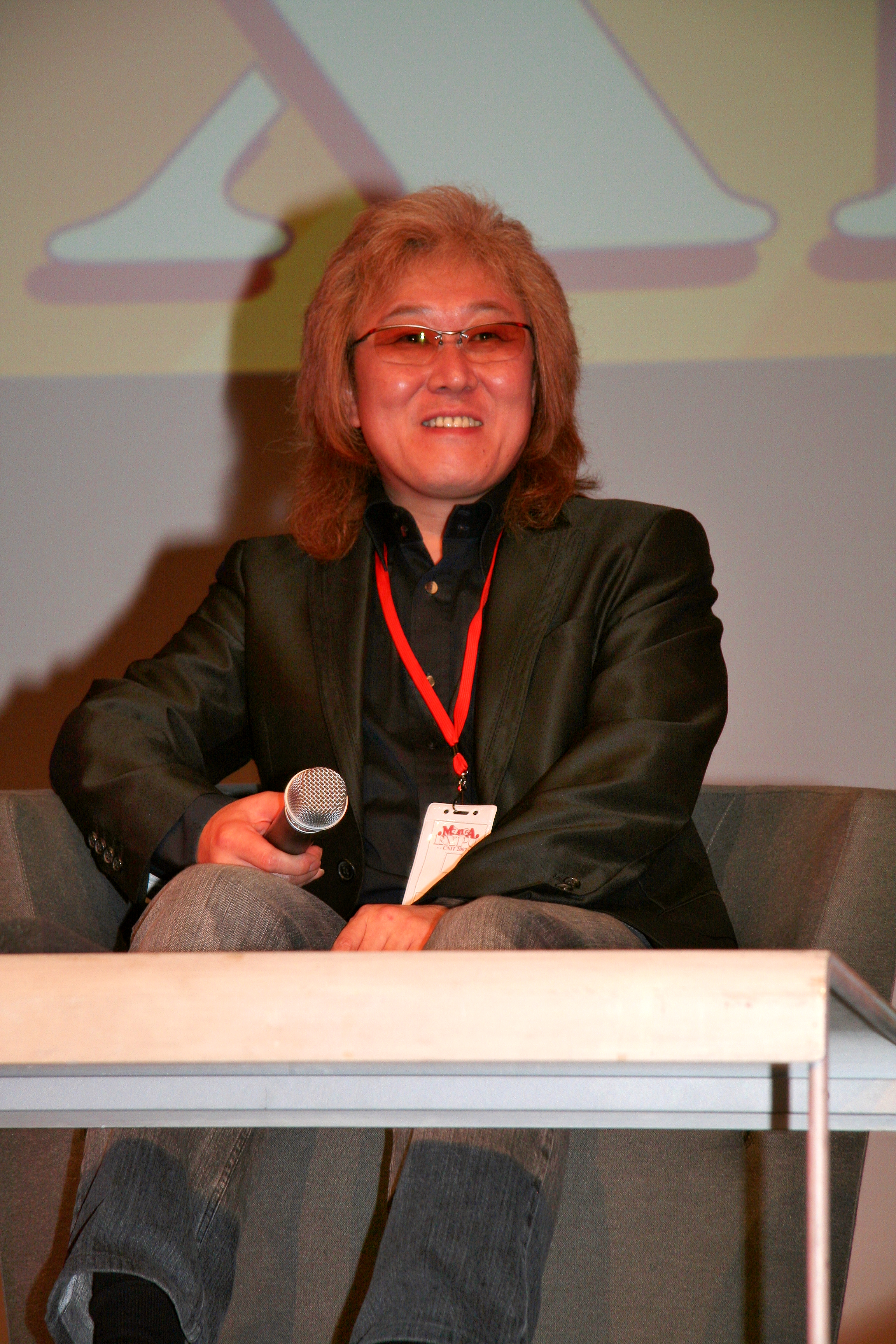
Kenji Kawai, autrice della colonna sonora dell'anime

| Nº | Titolo italiano | In onda         | In onda           |
| Nº | Titolo italiano | Giapponese      | Italiano          |
| 1  | Encounter       | 4 ottobre 2001  | 10 settembre 2005 |
| 2  | Farewell        | 4 ottobre 2001  | 10 settembre 2005 |
| 3  | Notice          | 3 novembre 2001 | 10 settembre 2005 |
| 4  | Presence        | 3 novembre 2001 | 10 settembre 2005 |

## Accoglienza
La critica ha particolarmente apprezzato la colonna sonora composta da Kenji Kawai, già autore delle musiche di Ghost in the Shell.